# Francisco González Rodríguez

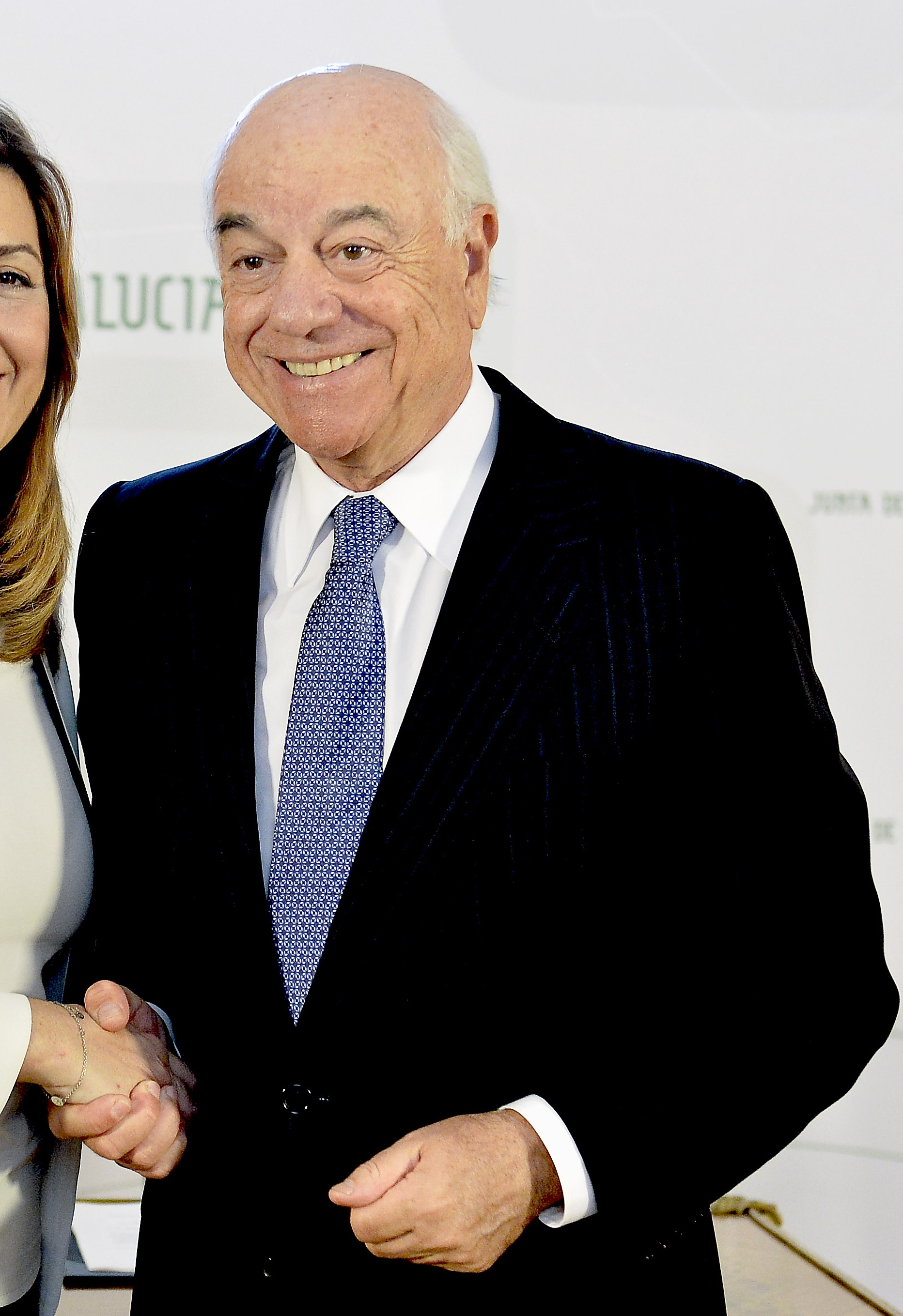
Francisco González Rodríguez

Francisco González Rodríguez (* 19. Oktober 1944 in Chantada) ist ein spanischer Bankier und Manager.

## Leben
González Rodríguez studierte an der Universität Complutense Madrid. Nach seinem Studium war er zunächst ab 1964 als IT-Programmierer tätig. Später gründete er ein eigenes Unternehmen FG Inversiones Bursátiles. Von 1996 bis 1999 leitete er die Bank Argentaria, die 1999 mit der Banco Bilbao Vizcaya fusionierte. 
Von  2001 bis 2018 leitete er das Unternehmen Banco Bilbao Vizcaya Argentaria (BBVA). Im Januar 2019 wurde bekannt, dass González 2004 eine private Detektei damit beauftragt hatte, Politiker abzuhören, darunter König Juan Carlos und Ministerpräsident José Luis Zapatero, um eine feindliche Übernahme der BBVA zu verhindern.